# Neodora duarina
Neodora duarina är en fjärilsart som beskrevs av William Schaus 1901. Neodora duarina ingår i släktet Neodora och familjen mätare. Inga underarter finns listade i Catalogue of Life.